# John Shebbeare
 (avril 2008).
Si vous disposez d'ouvrages ou d'articles de référence ou si vous connaissez des sites web de qualité traitant du thème abordé ici, merci de compléter l'article en donnant les références utiles à sa vérifiabilité et en les liant à la section « Notes et références ».
John Shebbeare (1709-1788) est un écrivain satirique et un homme politique britannique. 

## Biographie
Il ne ménageait pas la virulence de ses propos à l'égard de son gouvernement. Il est l'auteur d'ouvrages polémiques.

## Publications
Parmi les nombreux ouvrages qu'il a écrit citons : 
- Lydia, or Filial Piety, une nouvelle en 4 volumes (1755) qui reprend la vie du chef indien canasatego, mort quelques années avant et qui avait été largement impliqué avec Conrad Weiser dans les traités de vente des terres indiennes aux colonies britanniques et en particulier le traité de Lancaster.
- Le Peuple instruit ; ou les alliances dans lesquelles les ministres de la Grande-Bretagne ont engagé la nation..., ouvrage traduit de l'anglais par Edme-Jacques Genet en 1756.

Dans cet ouvrage, qui se présente comme un essai polémique, Shebbeare brosse une peinture sombre de la situation de son pays : « la chute presque totale de notre commerce, l'abandon où on laisse les intérêts de la Grande-Bretagne..., toute la conduite de nos affaires au-dedans et au-dehors, en Europe et en Amérique, sans oublier la contenance ridicule que nous sommes obliges de faire devant toutes les nations du monde, ce sont là les signes trop certains de la ruine affreuse dont nous sommes menaces ». 
Pour illustrer son propos et dénoncer les faiblesses des ministres britanniques, il expose tour à tour les erreurs commises dans les rivalités avec la France le long de l'Ohio, en Nouvelle-Écosse (les débuts de la seconde guerre du Canada) ou à Minorque (enlevée à la barbe de l'amiral John Byng). Il fait remarquer, pour expliquer les échecs des officiers, que « c'est sur celui qui a fait un mauvais choix que doit en retomber tout le blâme, et non sur celui qui en est l'objet ». 
Dans le même esprit, il discute des clauses du traité entre la Grande-Bretagne et le roi de Prusse relatif à la défense de l'Électorat de Hanovre.